# Collobiano
Collobiano est une commune de la province de Verceil dans le Piémont en Italie.

## Administration
| Période                                  | Période | Identité | Étiquette | Qualité |
| ---------------------------------------- | ------- | -------- | --------- | ------- |
|                                          |         |          |           |         |
| Les données manquantes sont à compléter. |         |          |           |         |

### Communes limitrophes
Albano Vercellese, Casanova Elvo, Olcenengo, Oldenico, Quinto Vercellese, Villarboit

## Personnalité
- Onorato Fava (1859-1941), écrivain, y est né.